# Rossia tortugaensis
Rossia tortugaensis är en bläckfiskart som beskrevs av Voss 1956. Rossia tortugaensis ingår i släktet Rossia och familjen Sepiolidae. IUCN kategoriserar arten globalt som otillräckligt studerad. Inga underarter finns listade i Catalogue of Life.